# Yang Yin
Yang Yin (楊愔) (511. – 560.), kurtoazno ime Zhunyan (遵彦), nadimak Qinwang (秦王), bio je kineski velikodostojnik na dvoru dinastije Sjeverni Qi. Karijeru državnog službenika je započeo u doba dinastije Sjeverni Wei, ali ga je puč generala Erzhu Ronga natjerao da se povuče i živi pustinjačkim životom. Njegove sposobnosti su, međutim, potakle generala Gao Huana da ga uvede u službu novostvorene države Istočni Wei. Yang Yin je nastavio služiti njegovim nasljednicima koji su 550. osnovali državu Sjeverni Qi. Međutim, pokušaji upravnih reformi za vrijeme cara Feija su naišli na otpor prinčeva Gao Yana i Gao Dana koji su ga lažno optužili za niz zločina i ishodili njegovo pogubljenje.